# 정균식
정균식(鄭均植, 1904년 5월 13일 담양 - 1957년 4월 15일 담양)은 대한민국의 정치인이다.

## 약력
- 담양공립보통학교 졸업
- 경성사립중동학교 중퇴
- 일본동경 성중학교졸업
- 아오야마학원 인문과 중퇴
- 동아일보 기자
- 신간회 담양지회정치,문화위원
- 담양군 담양면장
- 한국민주당 전국발기인
- 대한독립청년연맹담양군위원장
- 조선민족청년단 담양군단장

## 역대 선거 결과
|  | 29.90% |

|  | 2.77% |

## 참고 자료
- 《대한민국 의정총람》, 국회의원총람발간위원회, 1994년
- 정균식 - 대한민국헌정회

.